# 斯特賴特曼德爾山
47°30′09″N 13°14′42″E / 47.502611°N 13.244882°E

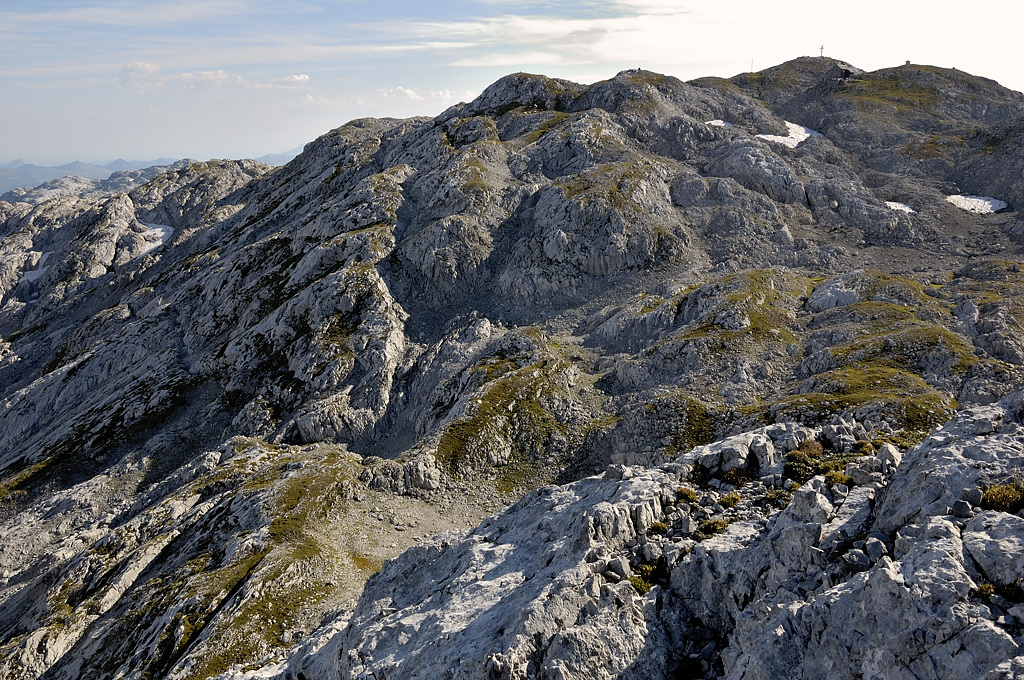

斯特賴特曼德爾山（德語：Streitmandl），是奧地利的山峰，位於該國中部，由薩爾茨堡州負責管轄，屬於北石灰岩山脈中滕嫩山脈的一部分，海拔高度2,360米，每年平均降雨量2,176毫米。